# Поваренная книга анархиста (фильм)
«Поваренная книга анархиста» (англ. The Anarchist Cookbook) — американский художественный фильм режиссёра Джордана Сасмана, снятый в 2002 году. В сюжете фигурирует одноимённая книга Уильяма Пауэлла.

## Сюжет
Фильм повествует о коммуне анархистов во главе с радикальным последователем хиппи Джонни Рэдом, мирную жизнь которых в Далласе разрушает появление нигилиста Джонни Блэка, принёсшего с собой «Поваренную книгу анархиста».

## В ролях
| Актёр            | Роль        |
| ---------------- | ----------- |
| Девон Гаммерсолл | Пак         |
| Дилан Бруно      | Джонни Блэк |
| Джина Филипс     | Карла       |
| Джонни Уитворт   | Суини       |
| Кэтрин Таун      | Джоди       |
| Стив Ван Вормер  | Дабл Ди     |
| Джон Сэвидж      | Джонни Ред  |
| Сабина Сингх     | Джин        |